# فالیس (اکلاهما)
فالیس(به انگلیسی: Fallis) شهری در ایالت اکلاهما کشور ایالات متحده آمریکا است که جمعیت آن در سرشماری سال ۲۰۱۰ میلادی، ۲۷ نفر بوده‌است.